# 隨承業
隨承業（？—？），字思顯，山東東昌府聊城縣人，民籍，明朝政治人物。

## 生平
嘉靖三十四年（1555年）乙卯科山東鄉試第七名舉人。嘉靖三十八年（1559年）中式己未科會試第二百十名，三甲第五十五名進士。授山西洪洞县知县。四十二年任扬州府泰兴县知县。

## 家族
曾祖隨信；祖父隨興；父隨祚，母張氏。具慶下。